# Manuel Steitz
Manuel Steitz (* 21. März 1994 in München) ist ein deutscher Filmschauspieler.

## Leben
Steitz begann seine Schauspielkarriere mit Kurzspielfilmen von Studenten der Hochschule für Fernsehen und Film München. In Der Tierfreund unter der Regie von Jens Junker feierte er sein Schauspieldebüt, gefolgt von dem Kurzfilm Fang des Lebens von Regisseur Sebastian Stern. 
2006 konnte er dann in der Rolle des Seppel in Der Räuber Hotzenplotz sein Kinodebüt geben. Ab 2009 spielte er in den Filmen der Vorstadtkrokodile-Reihe den Olli.

## Filmografie
- 2002: Der Tierfreund (Kurzfilm)
- 2004: Fang des Lebens (Kurzfilm)
- 2006: Der Räuber Hotzenplotz
- 2007: Herr Bello
- 2009: Vorstadtkrokodile
- 2010: Vorstadtkrokodile 2
- 2011: Vorstadtkrokodile 3
- 2014: Polizeiruf 110 – Morgengrauen
- 2015: Mutter auf Streife
- 2020: Tatort: Unklare Lage
- 2025: München Mord: Nix für Angsthasen (Fernsehreihe)

## Auszeichnungen
- 2006: Kinder-Medien-Preis Der weiße Elefant für Der Räuber Hotzenplotz